# باربانک (داکوتای جنوبی)
باربانک (به انگلیسی: Burbank) یک منطقهٔ مسکونی در ایالات متحده آمریکا است که در شهرستان کلی، داکوتای جنوبی واقع شده‌است.